# أطول يارد (فلم 2005)
أطول يارد أو أطول ملعب (بالإنجليزية: The Longest Yard) هو فيلم كوميدي تم إنتاجه في الولايات المتحدة وصدر في سنة 2005. الفيلم من إخراج بيتر سيجال من بطولة كريس روك وجيمس كرومويل وويليام فيكنر وبيرت رينولدز. وهوطبعة جديدة من فيلم 1974 الذي يحمل نفس الاسم. آدم ساندلر يلعب بطل الرواية، بول كرو، وهو اللاعب الوسطي المحترف السابق المخلوع من الدوري الوطني لكرة القدم الأمريكية لبيتسبورغ ستيلرز، الذي اضطر إلى تشكيل فريق من نزلاء السجون للعب كرة القدم ضد حراسهم.
بيرت رينولدز، الذي لعب دور ساندلر في الاصل، وشارك نجوم مثل نيت سكاربورو، مدرب السجناء. كريس روك يلعب دور صديق كرو، والمعروف باسم حكومة تصريف الأعمال. طاقم التمثيل يتضمن جيمس كرومويل، نيللي، وليام فيشتنر والعديد من الرياضيين المحترفين السابقين والحاليين مثل تيري كروز ومايكل ايرفين، براين بوسورث، بيل رومانوسكي، بيل جولدبيرغ، بوب ساب، كيفن ناش، «ستون كولد» ستيف أوستن، وداليب «الكبير خليل» سينغ رانا. أطلق هذا الفيلم بارامونت بيكتشرز.

## إستقبال الفيلم

### شباك التذاكر
لقي الفيلم نجاحاً جيدا في شباك التذاكر. كما حصد 47600000 $ في نهاية الأسبوع الأفتتاحي وكان الأكبر في مسيرة ساندلر. ان الفيلم حصد على ما يقارب إجماله 158.1 مليون دولار في الولايات المتحدة وكندا، ومبلغ 190 في جميع أنحاء العالم. كان أعلى فيلم على الإطلاق التي تنتجها MTV الأفلام، حتى تفوق عليه هانسيل وغريتيل:صائدي الساحرة. على الرغم من وجود عدد كبير من الأفلام المعادة الإصدار الجدير بالذكر أن أطول يارد هو أعلى الإيرادات في أفلام الطبعة الجديده الكوميديه من عصر شباك التذاكر الحديث (منذ عام 1980).

## الميزانية والإيرادات
بلغت تكلفة إنتاج الفيلم حوالي 82 مليون دولار بينما حقق أرباحا تقدر بـ 190.3 مليون دولار.

## وصلات خارجية
- مقالات تستعمل روابط فنية بلا صلة مع ويكي بيانات